# Mieszczera

Plemiona północno-wschodniej Rusi przed ekspansją Słowian

Mieszczera (ros. мещера́) — wymarły lud z grupy wołżańsko-fińskiej ludów uralskich. Zamieszkiwał Nizinę Mieszczorską nad środkową Oką. Posługiwał się wymarłym językiem mieszczerskim. Najbliższymi krewnymi Mieszczery byli prawdopodobnie Muromcy i Mordwini z grupy erzja. 
O Mieszczerze wspominają kroniki ruskie począwszy od XIII wieku. Wskutek kolonizacji słowiańskiej Mieszczera uległa zupełnej asymilacji do żywiołu rosyjskiego. Językowym śladem Mieszczery jest tzw. cokanie w gwarach rosyjskich znad Oki.